# Nhóm nhảy đường phố
Nhóm nhảy đường phố (tiếng Anh: dance crew, gọi tắt là crew), bao gồm cả nhóm nhảy cover (tiếng Anh: dance cover group), là tập hợp các vũ công đường phố gắn kết với nhau nhằm phát triển những bước nhảy mới và tham gia tranh đấu với các nhóm nhảy khác.

## Nhóm nhảy hip hop

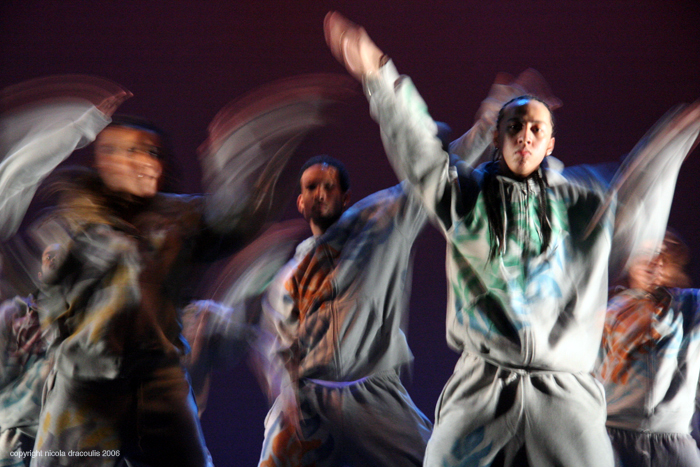
Nhóm nhảy hip-hop mang tên Boy Blue đang biểu diễn tại Breakin' Convention năm 2006 tại Luân Đôn, nước Anh.

Kể từ khi văn hóa hip-hop lan tỏa khắp thành phố New York (Mỹ) thì xuất hiện ngày càng nhiều các nhóm nhảy breakdance cùng tham gia tranh tài và đấu giải với nhau. Chính là trong thời kỳ này, các bước nhảy khác nhau trong phạm vi breakdance đã phát triển một cách bài bản và có hệ thống. Tất cả các trường phái hip hop đều bắt nguồn từ việc cọ xát thực tế, và việc trở thành một phần của nhóm nhảy chính là cách duy nhất để học hỏi khi những phong cách này ra đời, bởi một điều rằng chúng không được dạy ở phòng nhảy: tất cả đều xuất phát từ nhảy xã giao.:74 Việc thành lập và tham gia một nhóm nhảy là cách để các vũ công đường phố tập luyện, phát triển bản thân, kết bạn cũng như xây dựng các mối quan hệ. Cụ thể trong giới breakdance, so tài là cách để các b-boy hay b-girl cải thiện kỹ năng của mình.

## Nhóm nhảy cover

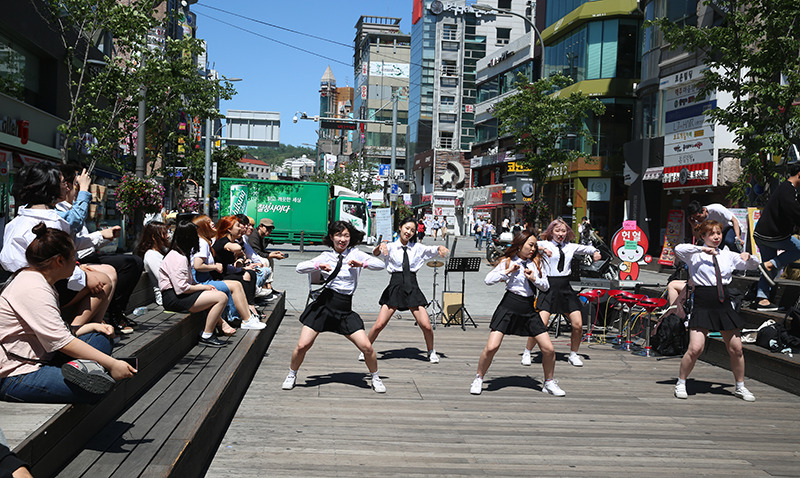
Nhảy ở Phố đi bộ Seoul

K-pop đã và đang là một trào lưu khiến cả thế giới phải ngưỡng mộ khi len lỏi qua khắp các châu lục, từ đó hình thành nên phong trào nhảy cover các ngôi sao thần tượng. Phong trào nhảy cover K-pop đã có mặt tại Thành phố Hồ Chí Minh (Việt Nam) từ quãng năm 2005, khi K-pop chỉ mới phổ biến ở những nhóm fan nhỏ, sinh hoạt chủ yếu trên các diễn đàn âm nhạc. Với nhu cầu cùng nhau thể hiện tình cảm với những ngôi sao thần tượng, họ đã cùng nhau tập luyện, và thể hiện lại những bài hit mà các thần tượng đã biểu diễn. Từ đó đến nay, phong trào này đã phát triển cực thịnh, trở thành món ăn tinh thần không thể thiếu đối với các fan hâm mộ.
Những người nhảy cover cũng đòi hỏi kỹ thuật nhảy không thua kém những thể loại khác. Họ còn phải thể hiện được khả năng diễn xuất, kết hợp với thần thái để thể hiện lại tinh thần bài hát mà các thần tượng đã biễu diễn. Ngoài ra, mỗi nhóm phải kết hợp với phong cách cá nhân riêng, từ đó xây dựng được phong cách cover độc đáo. Có thể kể đến một số nhóm nhảy cover nổi tiếng tại Việt Nam như: S.T. 319, LYNT, YG Lovers Crew tại Hà Nội, Silent Crew tại Hải Phòng, G.O.D tại Thành phố Hồ Chí Minh. Những nhóm này đã đạt được một số thành công đáng kể khi được biết đến rộng rãi trong cộng đồng K-pop, cũng như gặt hái được một số giải thưởng quốc tế về thi nhảy cover ca khúc K-pop.